# Rhadinosaurus
Rhadinosaurus („štíhlý ještěr“) byl pochybný rod pravděpodobně nodosauridního "obrněného" dinosaura, žijícího koncem křídového období na území dnešního Rakouska (Muthmannsdorf).

## Popis
Rod Rhadinosaurus byl formálně popsán v roce 1881 britským paleontologem Harrym Govierem Seeleym na základě fosilií objevených v rakouském souvrství Grünbach. Jedná se o nomen dubium (pochybné vědecké jméno), protože není jisté, zda nejde o chiméru složenou z fosilií několika různých dinosaurů (například rodů Zalmoxes a Struthiosaurus) a případně i jiných plazů (například pozdně křídových krokodýlů).¨
Na základě stehenní kosti dlouhé pouze 24 centimetrů lze odhadnout, že se jednalo o malého dinosaura o délce zhruba do tří metrů a hmotnosti kolem 55 kilogramů.